# SCOAP3

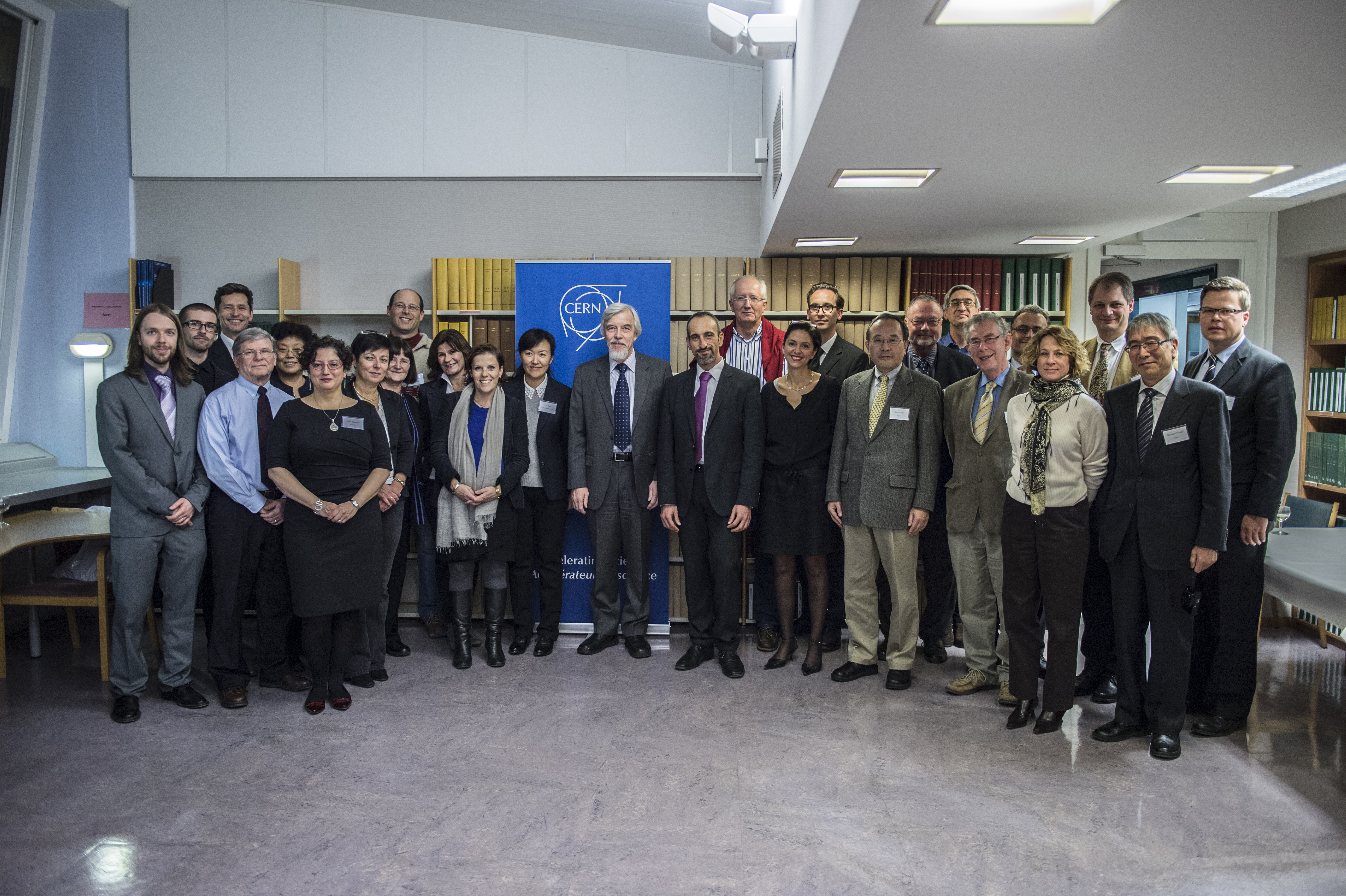
2013年12月4日にCERNで開催されたSCOAP3パートナー会議

SCOAP3（スコープスリー、The Sponsoring Consortium for Open Access Publishing in Particle Physics）は、高エネルギー物理学（High Energy Physics、HEP）コミュニティにおける、当該分野の査読付きジャーナル論文のオープンアクセス化を目的として2014年から始まった国際連携プロジェクトである。従来読者側（研究機関等）が購読料として負担していた費用を対象科学学術雑誌の出版費用へ振り替えることで、対象誌に掲載された論文を誰もが自由に閲覧・再利用できるオープンアクセスに転換することを目的としている。SCOAP3で公開された論文は、著作権を著者が保持したまま、CC-BYライセンスのもとで永続的に公開される。この取り組みは、スイスのCERN（欧州原子核研究機構）が中心となって、世界各国のパートナーと協力して推進しているものである。

## 概要
従来は研究機関をはじめとする読者側が支払っていた学術雑誌の購読料を、論文出版加工料（APC）に実質的に転用する形でオープンアクセス化を進めるというのが、SCOAP3の基本的なビジネスモデルである。具体的なしくみは以下の通りである。まず高エネルギー物理学分野の出版論文総数から出版およびオープンアクセス化のための費用の総額が算出され、参加各国に国単位で割り振られる。国別の拠出額は、過去にSCOAP3プロジェクトの対象雑誌に掲載された当該分野の論文数の国別割合に応じて算定される。この拠出額は2014年のプロジェクト開始以降、3年ごとに見直すことになっており、フェーズIII（2020年-）における日本の論文シェアは6.5%と算出されている（フェーズIIでは7.1%）。各国から集められた拠出金は、CERNが集約して出版者に支払う。出版者はこれを原資として、対象誌での論文出版およびオープンアクセス化を進める。オープンアクセスとなった論文は、CC BY のライセンスの下、著者による費用負担なしで、出版者のプラットフォームおよびSCOAP3のリポジトリで公開される。
オープンアクセスジャーナルを新たに創刊するのではなく、当該分野において評価の定まっている既存の学術雑誌を一挙にオープンアクセス化する方法を取った点、また通常のゴールドオープンアクセスにおいては著者（研究者）個人単位で負担するAPCを国単位で負担する形でオープンアクセス化の原資を得るという点に、SCOAP3のビジネスモデルの画期的な特徴がある。
2014年から始まったこのプロジェクトは、フェーズI（2014-2016年）、フェーズII（2017-2019年）、フェーズIII（2020-年）と3年ごとに期間を延長し継続している。毎年4,000本以上の論文がこのイニシアティブの一環としてオープンアクセスで公開されており、2019年10月時点までにオープンアクセス化された論文は30,000本を超えている。

## 対象誌
SCOAP3は、主に高エネルギー物理学分野の論文を掲載しているジャーナルと、arXiv.orgの高エネルギー物理学分野に投稿された他のジャーナルの論文を対象としている。
2012年にSCOAP3は、12の購読型ジャーナルとの間で合意に達した。この合意により、2014年以降に公開された素粒子物理学分野の論文の90％がカバーされると見られていたが、2013年にアメリカ物理学会（APS）が合意から離脱することになった。これにより同学会刊行の2誌（『Physical Review C』および『Physical Review D』）が対象から外れ、2014年に6社10誌を対象誌としてSCOAP3プロジェクトがスタートした。
2016年4月19日、英国物理学会（IOP）が刊行する2誌を除いた8誌によるイニシアティブの延長（-2019年）が発表された。2018年からは、2013年に離脱したアメリカ物理学会（APS）が参加することとなり、3つのジャーナルを加えた合計11誌が対象誌となった。2019年10月31日には、これまでと同じ11誌によるさらなる期間延長（-2022年）が発表された。
これまでのSCOAP3対象誌は以下の通りである。
| 対象誌                                           | 略称 | 出版者                                       | フェーズI参加 | フェーズII参加 | フェーズIII参加 |
| ------------------------------------------------ | ---- | -------------------------------------------- | ------------- | -------------- | --------------- |
| Acta Physica Polonica B                          | APPB | ヤギェウォ大学、ポーランド芸術科学アカデミー | 2014-2016     | 2017-2019      | 2020-           |
| Advances in High Energy Physics                  | AHEP | Hindawi                                      | 2014-2016     | 2017-2019      | 2020-           |
| Chinese Physics C                                | CPC  | Science Press、IOP Publishing                | 2014-2016     | 2017-2019      | 2020-           |
| European Physical Journal C                      | EPJC | Springer                                     | 2014-2016     | 2017-2019      | 2020-           |
| Journal of Cosmology and Astroparticle Physics   | JCAP | IOP Publishing                               | 2014-2016     |                |                 |
| Journal of High Energy Physics                   | JHEP | Springer                                     | 2014-2016     | 2017-2019      | 2020-           |
| New Journal of Physics                           | NJP  | IOP Publishing                               | 2014-2016     |                |                 |
| Nuclear Physics B                                | NPB  | Elsevier                                     | 2014-2016     | 2017-2019      | 2020-           |
| Physics Letters B                                | PLB  | Elsevier                                     | 2014-2016     | 2017-2019      | 2020-           |
| Physical Review C                                | PRC  | American Physical Society                    |               | 2018-2019      | 2020-           |
| Physical Review D                                | PRD  | American Physical Society                    |               | 2018-2019      | 2020-           |
| Physical Review Letters                          | PRL  | American Physical Society                    |               | 2018-2019      | 2020-           |
| Progress of Theoretical and Experimental Physics | PTEP | Oxford University Press                      | 2014-2016     | 2017-2019      | 2020-           |

## メンバー
国は通常、国のコーディネーターとして機能する1つまたは少数の図書館コンソーシアム、資金提供機関、または研究機関によって代表される。2021年6月現在、44の国と3つの政府間組織（CERN、IAEA、JINR）がメンバーとなっている。